# Eduardo, Duque de Iorque e Albany
Eduardo Augusto, Duque de Iorque e Albany, KG, PC, FRS (em inglês: Edward Augustus; Norfolk House, Londres, 25 de março de 1739 – Palácio do Príncipe de Mônaco, Mônaco, 17 de setembro de 1767) foi o terceiro filho, o segundo menino de Frederico, Príncipe de Gales, e sua esposa Augusta, Princesa de Gales. Era neto do rei Jorge II da Grã-Bretanha e irmão mais novo do rei Jorge III do Reino Unido.

## Anos iniciais

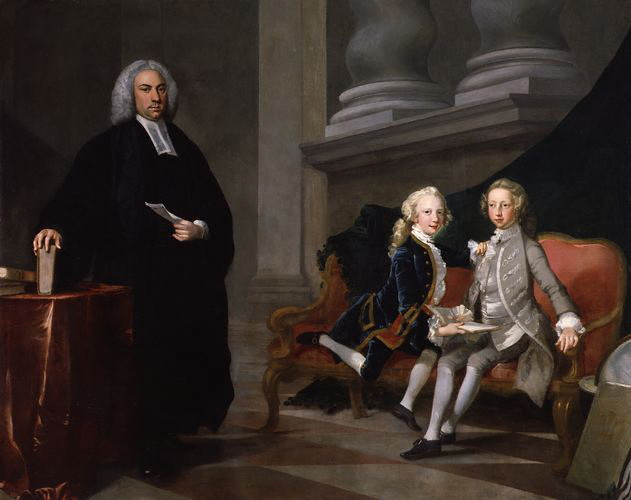
Eduardo Augusto com o irmão Jorge e o tutor de ambos, Francis Ayscough.

O terceiro filho e segundo menino de Frederico, Príncipe de Gales, e sua esposa Augusta, Princesa de Gales, nasceu em Norfolk House em Londres na data de 25 de março de 1739. Na época de seu nascimento, ele era o terceiro na linha de sucessão ao trono britânico, estando atrás de seu pai e seu irmão mais velho, mas acima de sua irmã, a princesa Augusta, pois o sexo era um critério de determinação mais importante que a primogenitura, essa regra se manteve até o dia 25 de março de 2015 – exatamente 276 anos após o nascimento do príncipe.
Ele foi batizado como Eduardo Augusto, em Norfolk House, pelo Bispo de Oxford, Thomas Secker, e seus padrinhos foram o seu tio-avô o rei Frederico Guilherme I da Prússia, representado por seu procurador, o Duque de Queensberry, o pai de seu futuro cunhado o Duque de Brunsvique-Volfembutel, representado pelo Lord Carnarvon, e sua tia materna a Duquesa de Saxe-Weissenfels, representada por Lady Charlotte Edwin, filha do falecido Duque de Hamilton.
Durante a sua infância, Eduardo, junto com seu irmão mais velho, passou por longas horas de estudo em aritmética, latim, geometria, escrita, religião, francês, alemão, grego e até dança para saber se portar em todas as situações. Para o futuro Jorge III, o seu irmão mais novo era o seu único companheiro constante, embora Eduardo fosse o favorito de sua mãe. À medida que eles cresciam, ao contrário de seu irmão que era simplório e solitário, o príncipe Eduardo se tornou uma figura popular na sociedade londrina. Aqueles que o conheciam o descreviam como tolo, frívolo, um pouco tagarela, alguém de que adorava uma boa brincadeira e que não fazia a melhor companhia.

## Guerra dos Sete Anos
Eduardo mostrou interesse em assuntos navais e pediu permissão para servir na Marinha Real Britânica. Ele participou das investidas contra a costa francesa, estando presente no fracassado ataque surpresa em St. Malo, que resultou na Batalha de St. Cast em 1758.
Ele foi promovido a capitão do HMS Phoenix em 14 de junho de 1759. Ele se tornou contra-almirante em 1761, vice-almirante em 1762, e em 1766, apenas um ano antes de sua morte, ele subiu ao posto de Almirante da Marinha Real.

## Últimos Anos
O seu avô paterno, Jorge II, o tornou Duque de Iorque e Albany e Conde de Ulster em 1º de abril de 1760.
Quando Jorge III subiu ao trono britânico em 25 de outubro de 1760, ele nomeou o seu irmão mais novo ao posto de Membro do Conselho Privado do Reino Unido. Desde o momento em que seu irmão se tornou rei até o nascimento de seu primeiro filho, o príncipe Jorge, futuro Jorge IV do Reino Unido, em 12 de agosto de 1762, Eduardo era o herdeiro presuntivo do trono britânico.
Em 27 de julho de 1765, Eduardo foi iniciado na Ordem Maçônica.
No final do verão de 1767, a caminho de Génova, o Duque de Iorque e Albany adoeceu e teve de desembarcar rapidamente no porto de Mônaco. Apesar do cuidado e atenção especial que lhe foi dado, Eduardo faleceu no Palácio do Príncipe de Mônaco, a residência oficial de Honorato III, Príncipe do Mónaco, em 17 de Setembro 1767. O quarto de Estado onde duque passou os seus últimos dias e faleceu passou a ser chamado de Quarto de Iorque. Após a sua morte, seu corpo foi levado de volta para Londres a bordo do HMS Montreal, e enterrado na Abadia de Westminster.